# Passoré (tỉnh)
Passoré là một trong 45 tỉnh của Burkina Faso, tọa lạc ở vùng Nord. Diện tích là 3867 km², dân số năm 1997 là 271.216 người.
Thủ phủ là Yako.
Passore được chia thành 9 tổng:
- Arbolle
- Bagare
- Bokin
- Gomponsom
- Kirsi
- La-Todin
- Pilimpikou
- Samba
- Yako